# Mirosław Bańko
Mirosław Tomasz Bańko (ur. 1959) – polski językoznawca i leksykograf, profesor nauk humanistycznych, profesor Uniwersytetu Warszawskiego, członek Rady Wydziału Polonistyki UW. W latach 1991–2010 był również zatrudniony w Wydawnictwie Naukowym PWN, gdzie pełnił funkcję redaktora naczelnego Redakcji Słowników Języka Polskiego i do października 2015 prowadził internetową poradnię językową. W latach 2012–2020 dyrektor Instytutu Języka Polskiego UW. 
Jego dorobek obejmuje szereg słowników i poradników językowych, autorskich bądź współtworzonych. W swojej działalności przejawia preskryptywne podejście do języka.
Rozprawę doktorską pt. Metody analizy form fleksyjnych w słowniku leksemowym (na materiale czasowników polskich) obronił w 1989 roku na Wydziale Polonistyki UW, promotorem pracy był Zygmunt Saloni. W 2002 obronił rozprawę habilitacyjną Z pogranicza leksykografii i językoznawstwa. Studia o słowniku jednojęzycznym. 21 stycznia 2015 odebrał nominację profesorską z rąk prezydenta Bronisława Komorowskiego.

## Publikacje
Słowniki:
- Słownik języka polskiego. Suplement. Warszawa: PWN, 1992 (wraz z Marią Krajewską i Elżbietą Sobol)
- Słownik wyrazów kłopotliwych. Warszawa: PWN, 1994 (wraz z Marią Krajewską)
- Inny słownik języka polskiego. Warszawa: PWN, 2000
- Słownik peryfraz, czyli wyrażeń omownych. Warszawa: PWN, 2002
- Indeks a tergo do Uniwersalnego słownika języka polskiego pod redakcją Stanisława Dubisza. Warszawa: PWN, 2003 (wraz z Dorotą Komosińską i Anną Stankiewicz)
- Mały słownik wyrazów kłopotliwych. Warszawa: PWN, 2003
- Wielki słownik wyrazów obcych PWN. Warszawa: PWN, 2003
- Słownik porównań. Warszawa: PWN, 2004
- Wielki słownik wyrazów bliskoznacznych. Warszawa: PWN, 2005
- Słownik dobrego stylu, czyli wyrazy, które się lubią. Warszawa: PWN, 2006
- Słownik spolszczeń i zapożyczeń. Warszawa: PWN, 2007 (wraz z Lidią Drabik i Lidią Wiśniakowską)
- Słownik onomatopei, czyli wyrazów dźwięko- i ruchonaśladowczych. Warszawa: PWN, 2009
- Czułe słówka. Słownik afektonimów. Warszawa: PWN, 2010 (wraz z Agnieszką Zygmunt)
- Słownik wyrazów trudnych i kłopotliwych. Warszawa: PWN, 2010

Monografie:
- Z pogranicza leksykografii i językoznawstwa. Studia o słowniku jednojęzycznym. Warszawa: Wydział Polonistyki UW, 2001
- Współczesny polski onomatopeikon. Ikoniczność w języku. Warszawa: PWN, 2008
- Nie całkiem obce. Zapożyczenia wyrazowe w języku polskim i czeskim. Warszawa: WUW, 2016 [współautorzy: D. Svobodová, J. Rączaszek-Leonardi, M. Tatjewski]
- Z historii antyleksykografii. Warszawa: WUW, 2020 [wyd. 2, uzupełnione – 2021]

Podręczniki:
- Wykłady z polskiej fleksji. Warszawa: PWN, 2002
- Słowniki dawne i współczesne. Internetowy przewodnik edukacyjny.

Książki popularnonaukowe:
- Polszczyzna na co dzień. Warszawa: PWN, 2006
- Poprawnie po polsku (praca zbiorowa). Warszawa: PWN, 2007